# Glemmebogen for børn
Glemmebogen for børn er et album udgivet af Kim Larsen & Kjukken den 14. oktober 2008. Albummet indeholder en række børnesange.

## Spor
1. "Kalendervender Tage" - 2:22
2. "Idas sommersang" - 2:27
3. "Oles nye autobil" - 2:07
4. "La-La-Lu" - 2:23
5. "Pjerrot og Månen" - 2:32
6. "I det fine hvide sand" - 1:44
7. "Hist, hvor vejen slår en bugt" - 2:58
8. "Elefantens vuggevise" - 2:42
9. "Lille Guds barn" - 2:36
10. "Ole Lukøje" - 2:50
11. "Spørge-Jørgen" - 2:32
12. "Langt ude i skoven" - 2:47
13. "Mig og min teddybjørn" - 2:30
14. "Snemand Frost og Frk. Tø" - 2:02
15. "Dengermand" - 1:23
16. "Jeg er træt og går til ro" - 2:22

## Medvirkende
- Kim Larsen – akustisk og elektrisk guitar, sang
- Bo Gryholt – bas, synthesizer, kor
- Karsten Skovgaard – elektrisk guitar, synthesizer, kor
- Jesper Rosenqvist – trommer, kor
- producer
- Peter Simonsen – assisterende lydtekniker, elektronik, amp, guitar wizard